# Guldboxen
|  | Sammenskrivningsforslag Artiklen Guldboxen er foreslået føjet ind i Lånlet Arena. (Siden august 2023) Diskutér forslaget |

Guldboxen er en multihal, som er en del af Nykøbing F. Hallerne, der er et idrætsanlæg i Nykøbing Falster bestående af fire haller. Nykøbing Falster Stadionhal blev færdigbygget i sommeren 2023.

## Historie
Efterspørgslen efter en ny multihal i Nykøbing Falster kom som et resultat af Nykøbing Falster Håndboldklubs succes og den tilhørende interesse fra tilskuere samt specielle krav til afvikling af kampe i europæisk regi. Derudover var der et kapacitetsproblem i kommunen, hvor der var en stor efterspørgsel efter haltimer. Fra håndboldklubbens side blev der således efterspurgt en ny hal i 2017, hvor klubben også blev danske mestre og dermed kvalificerede sig til at spille Champions League i sæsonen 2017-18. Klubben måtte dog spille sine kampe i Arena Næstved, da der ikke var en hal der levede op til de europæiske krav i kommunen. Dette resulterede i, at der ved fireårsbudgettet i Guldborgsund Kommune i 2019 blev vedtaget et budgetforlig, hvor der blev afsat 80 millioner kroner til byggeriet af en ny multihal.
I oktober 2020 blev opførelsen af hallen sendt i udbud, udbuddet blev vundet af Gråkjær Erhverv A/S i sommeren 2021, som dermed skulle stå for byggeriet sammen med i samarbejde med GPP Arkitekter og Hamiconsult. Byggeriet af den nye hal blev påbegyndt den 15. oktober 2021. I 2022 stod det klart, at byggeriet blev mere end 30 millioner kroner dyrere end oprindeligt budgetteret.
Guldborgsund Kommune lancerede en konkurrence i efteråret 2022, hvor borgerne kunne stille forslag til hallens navn. Landdistrikter, kultur og fritidsudvalget i Guldborgsund Kommune valgte navnet Guldboxen blandt 163 indsendte borgerforslag.
Hallen blev indviet den 22. august 2023.